# Caryanda yunnana
Caryanda yunnana är en insektsart som beskrevs av Zheng, Z. 1981. Caryanda yunnana ingår i släktet Caryanda och familjen gräshoppor. Inga underarter finns listade i Catalogue of Life.